# Nordhaide

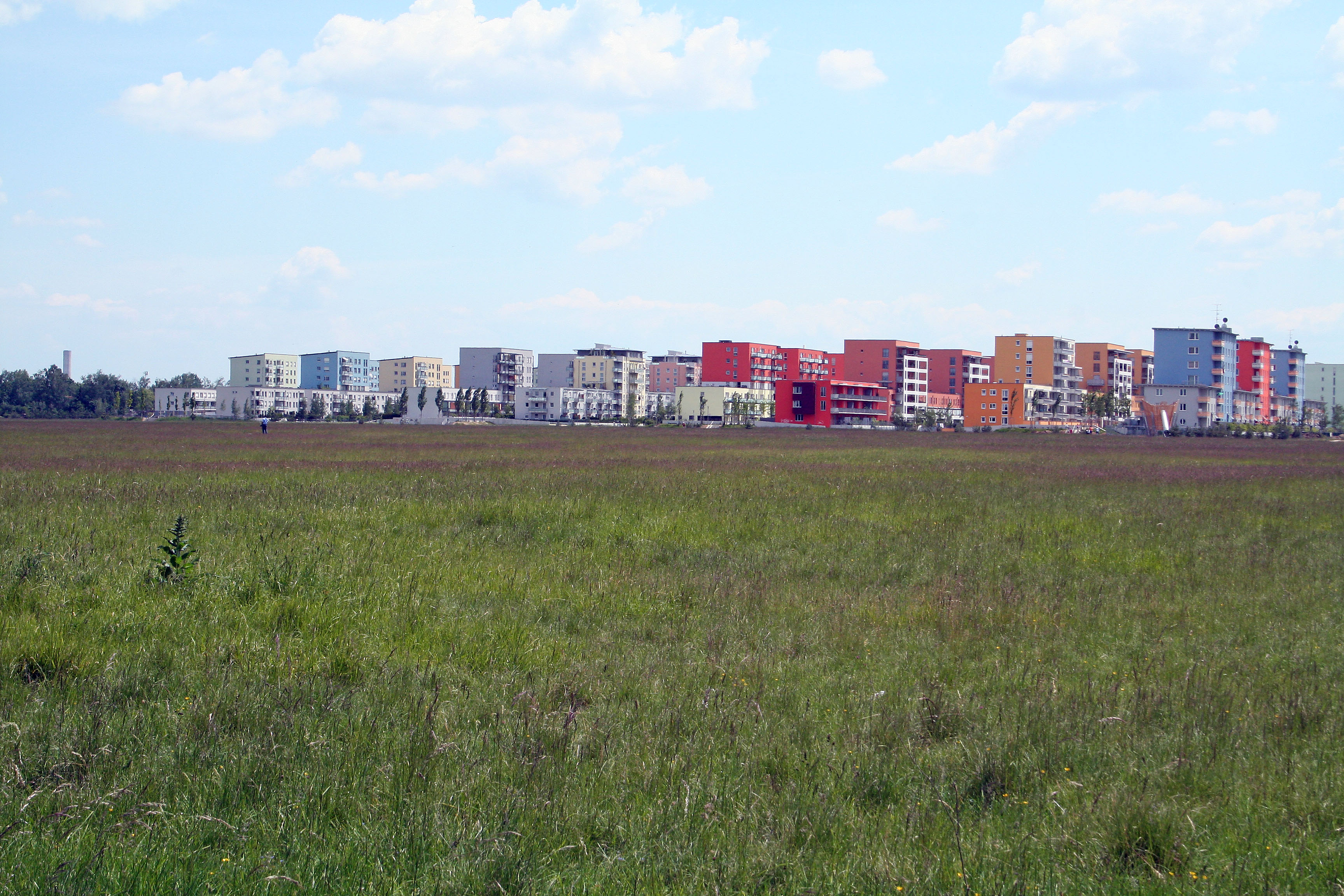
Neubaugebiet "Nordhaide" im Südwesten der Panzerwiese

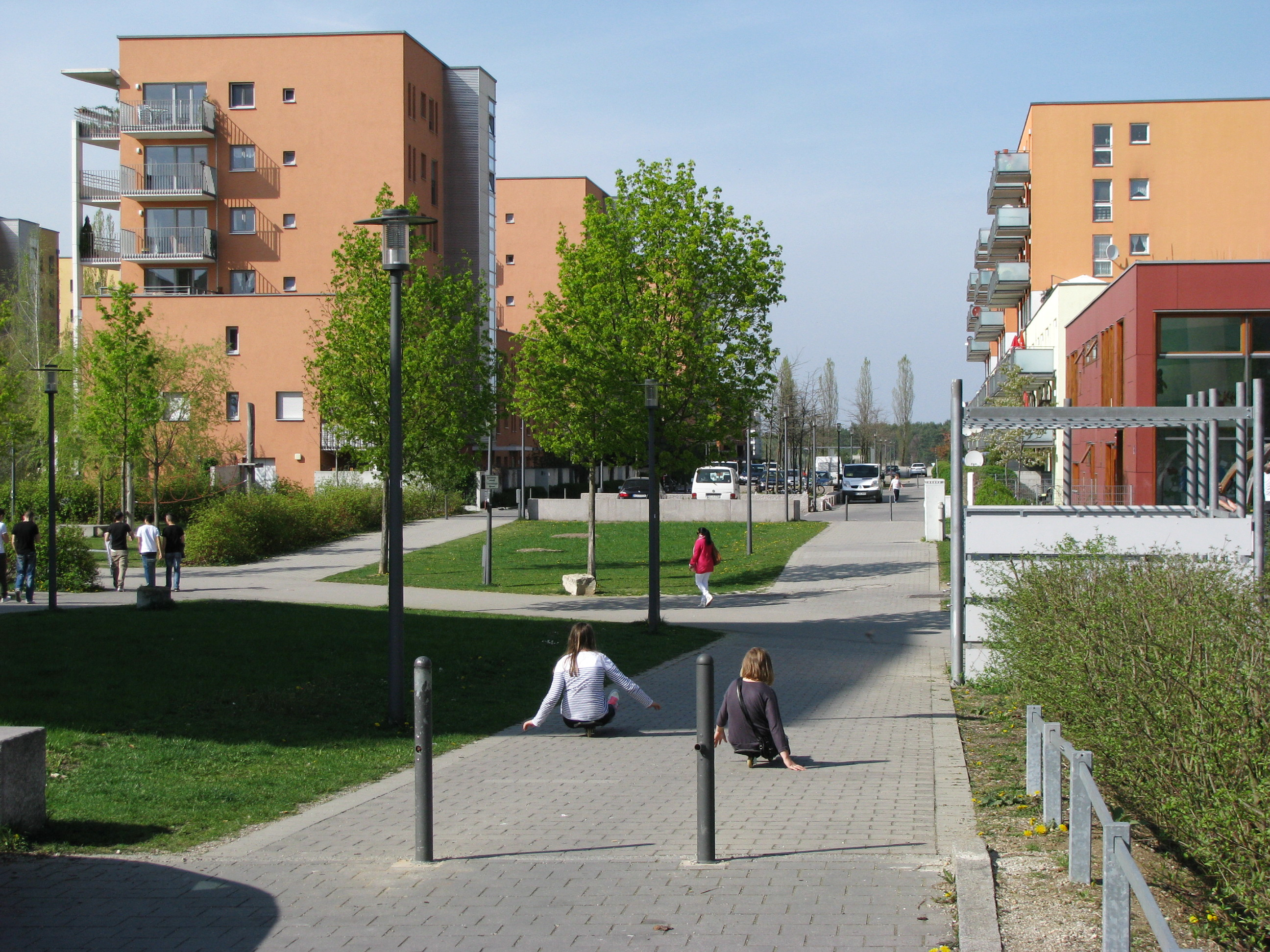

Die Nordhaide ist ein Siedlungsgebiet im Münchner Norden, das zum Stadtbezirk 11, Milbertshofen-Am Hart gehört. Es liegt an der Ecke Schleißheimer Straße/Neuherbergstraße im Bereich Harthof bzw. dem südwestlichen Teil der Panzerwiese und wird des Öfteren auch analog mit dieser genannt.

## Merkmale der Nordhaide
Die Nordhaide wird überwiegend als Wohngebiet genutzt. Das Quartier entstand auf rund 30 Hektar Fläche. Bis 1990 wurde die Fläche als Truppenübungsplatz genutzt. Insgesamt sind seit 2003 über 2500 Wohnungen für 6.500 Menschen entstanden, darunter 545 Plätze in der Studentenwohnanlage am Felsennelkenanger. Das Wohnungsangebot besteht aus einer Mischung von öffentlich geförderten und frei finanzierten Wohnungen. Die Nordhaide verfügt über ein Schulzentrum und mehrere Kindertagesstätten, eine Kinder- und Jugendfreizeitstätte sowie das Kirchenzentrum Dominikus.
Im Westen grenzt das Quartier über den Dülferanger an das Hasenbergl, nordwestlich befindet sich die Fürstenachse des Goldschmiedplatzes.
Um die U-Bahn-Haltestelle Dülferstraße entstand durch den Bau des Einkaufszentrums Mira und angrenzender Gebäude ein neues Stadtteilzentrum auf der Nordhaide.

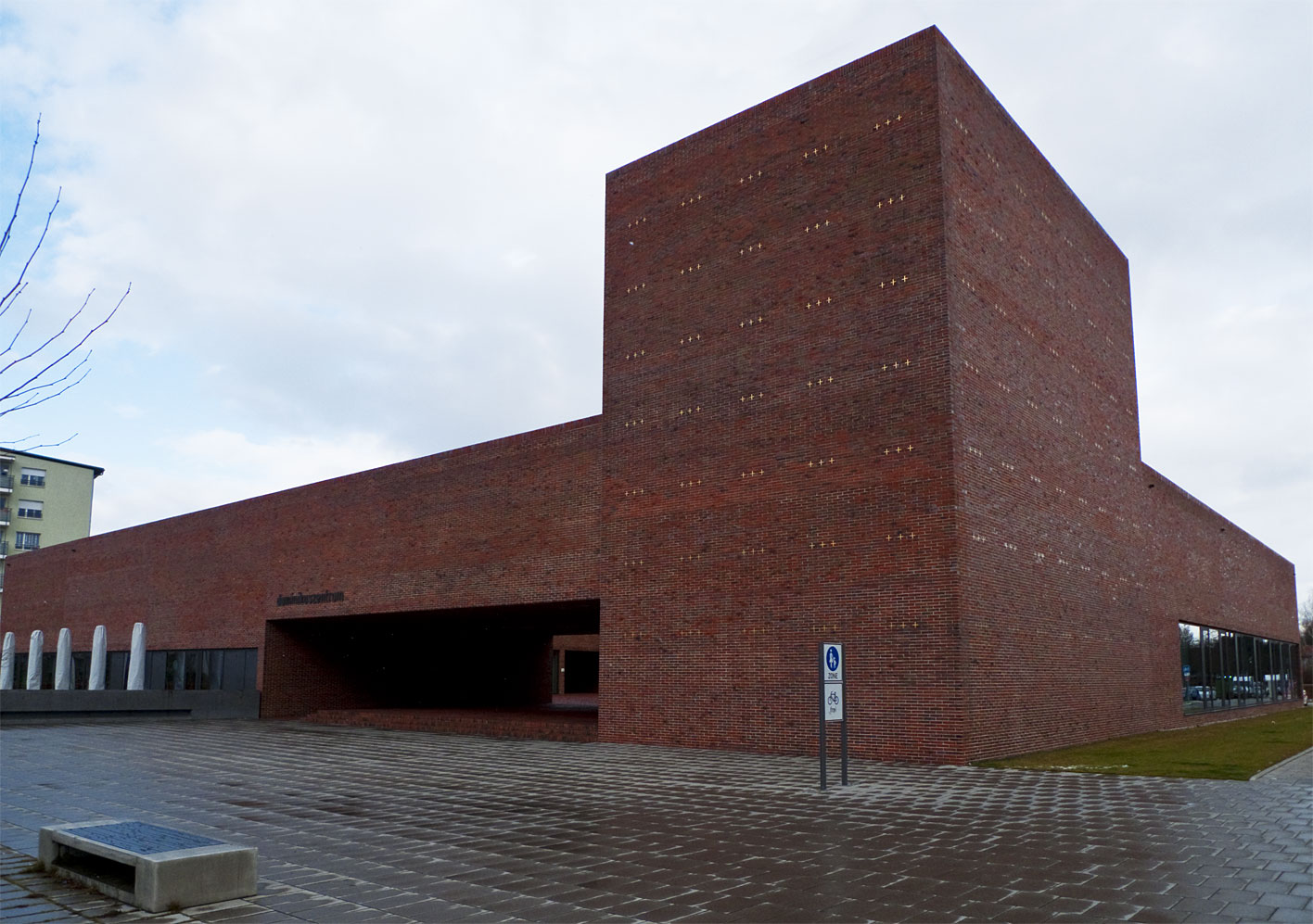
Dominikuszentrum
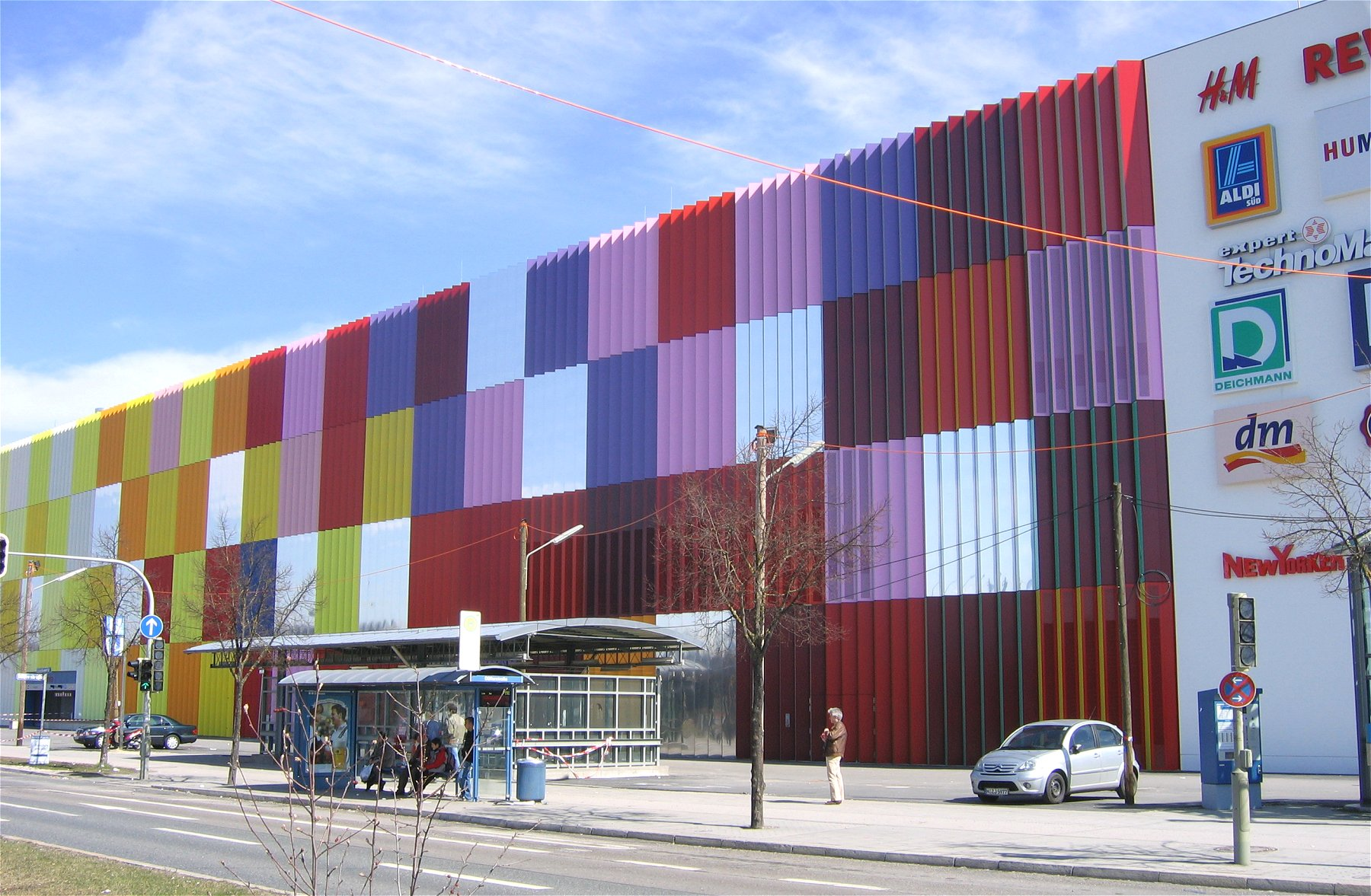
Mira
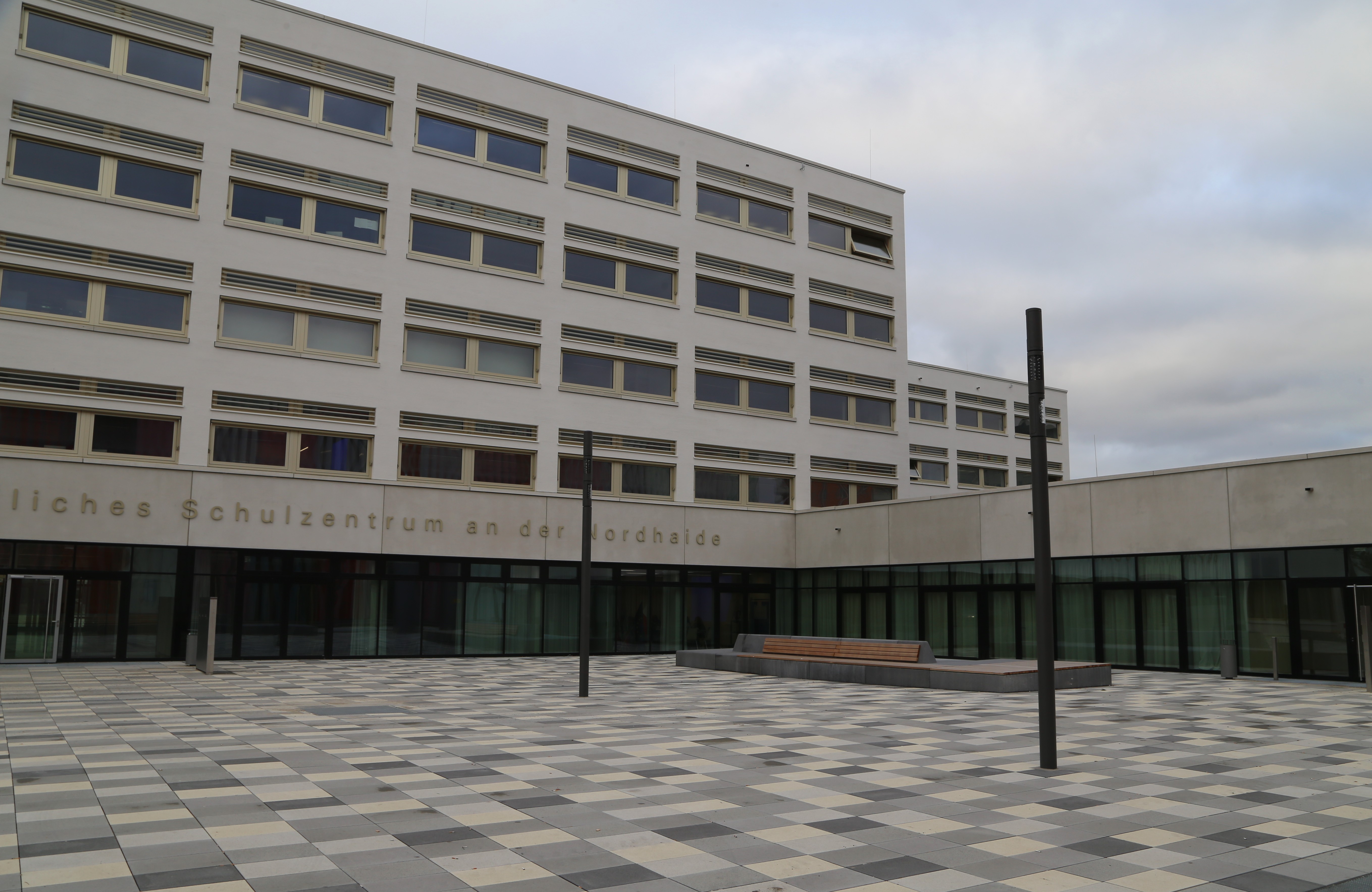
Schulzentrum Nordhaide
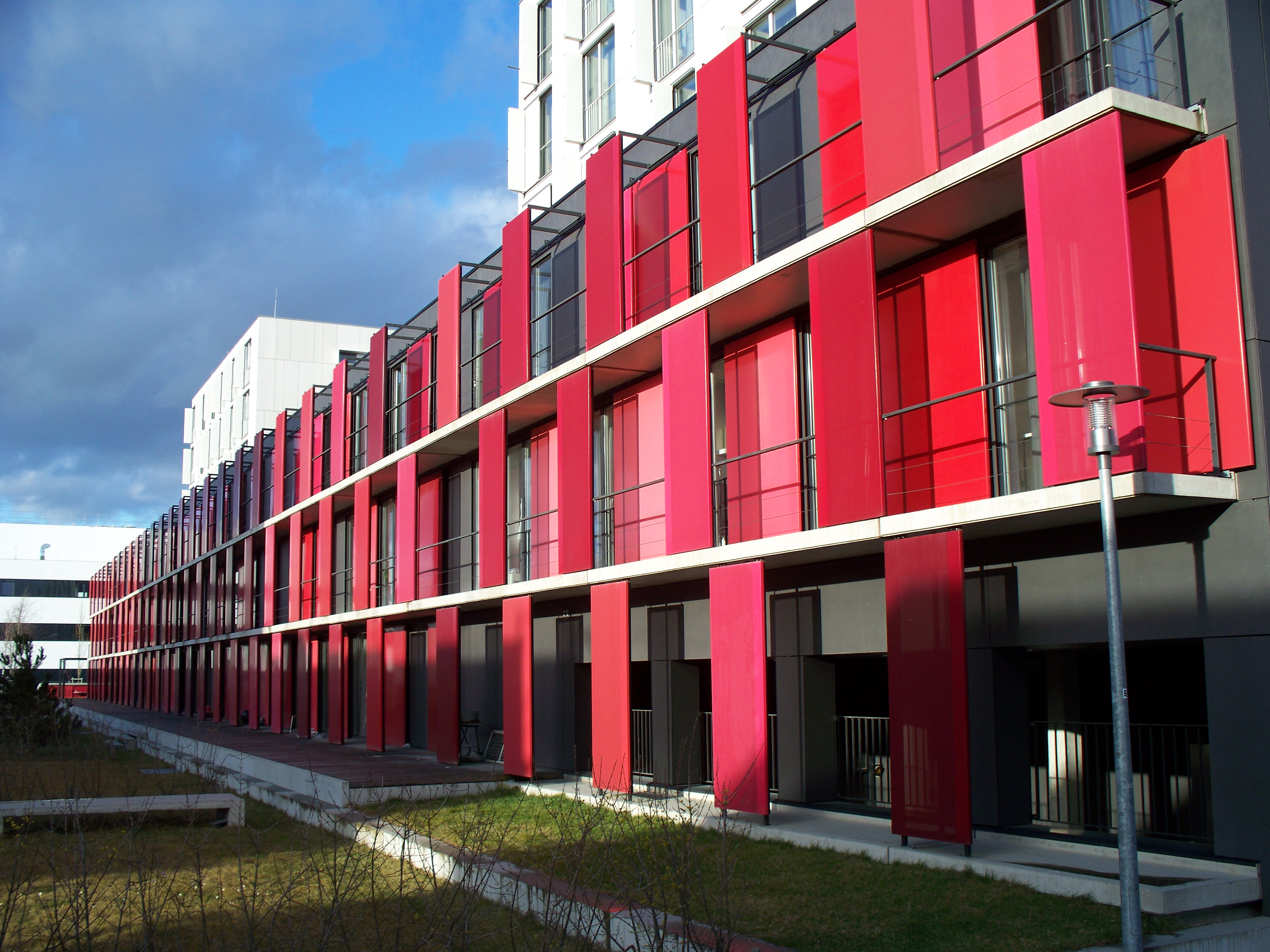
Studentenwohnheim